# Дерби Восточного Ланкашира

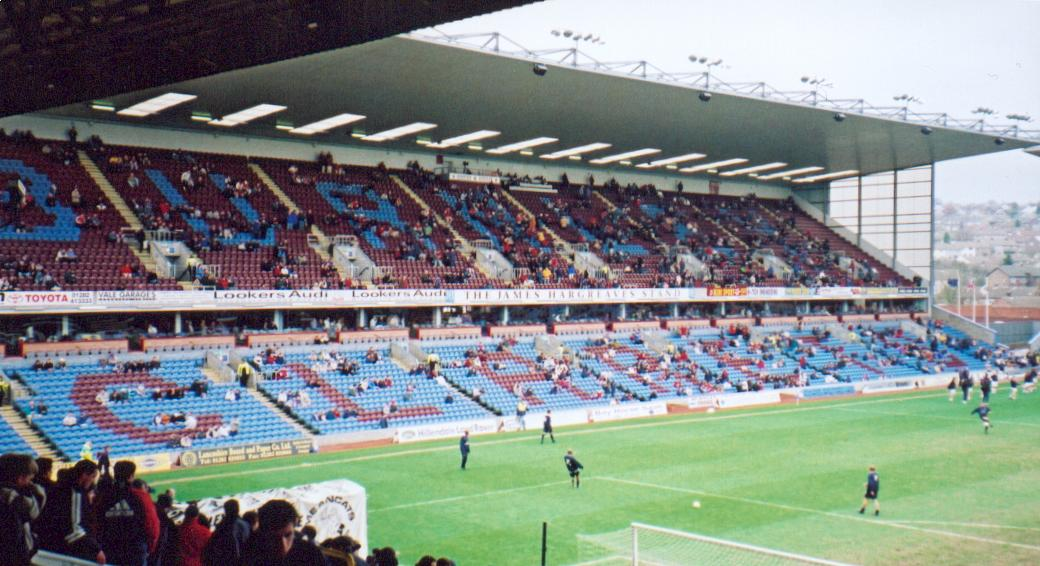
«Терф Мур» — домашний стадион «Бернли» с 1883 года

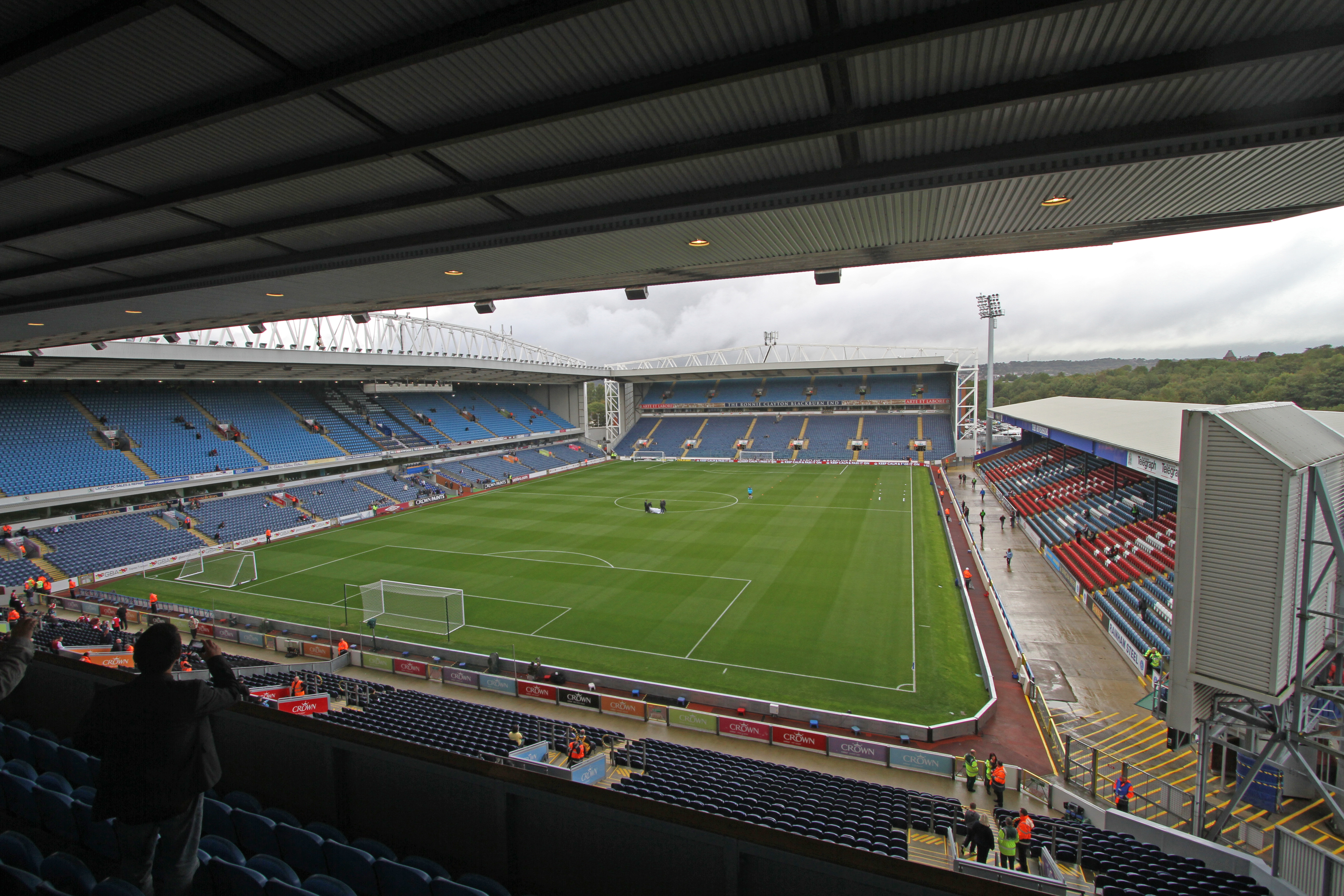
«Ивуд Парк» — домашний стадион «Блэкберн Роверс» с 1890 года

Дерби Восточного Ланкашира (англ. East Lancashire Derby) — название футбольных матчей между английскими клубами «Блэкберн Роверс» и «Бернли». Одно из старейших футбольных дерби в Англии. Также известно под названием Дерби хлопкопрядильных фабрик (англ. Cotton Mills Derby) в связи с тем, что оба города, Блэкберн и Бернли, расположенные в графстве Ланкашир, исторически были фабричными городами с развитой хлопкопрядильной промышленностью. Города находятся на расстоянии 11 миль (18 км) друг от друга, между ними расположен Аккрингтон с клубом «Аккрингтон Стэнли», однако ни «Блэкберн», ни «Бернли» не считают его принципиальным соперником. Дерби отличается большой принципиальностью и ожесточённостью, болельщиков гостевой команды сопровождает полицейский эскорт.
«Блэкберн Роверс» и «Бернли» являются одними из основателей Футбольной лиги. Первый официальный матч между клубами прошёл 3 ноября 1888 года на стадионе «Терф Мур», победу в нём одержал «Блэкберн Роверс» со счётом 7:1.

## Результаты очных встреч
По состоянию на 25 апреля 2023 года
| Турнир                  | Матчи | Победы «Блэкберна» | Ничьи | Победы «Бернли» |
| ----------------------- | ----- | ------------------ | ----- | --------------- |
| Лига                    | 94    | 38                 | 16    | 40              |
| Кубок Англии            | 7     | 3                  | 2     | 2               |
| Кубок Футбольной лиги   | 1     | 0                  | 0     | 1               |
| Англо-шотландский кубок | 4     | 0                  | 3     | 1               |
| Региональные турниры    | 62    | 24                 | 12    | 26              |
| Итого                   | 168   | 65                 | 33    | 70              |

## Достижения
Свой первый трофей «Блэкберн Роверс» выиграл в 1884 году, став обладателем Кубка Англии. «Бернли» выиграл свой первый титул через 30 лет, также в Кубке Англии.
По состоянию на 1 июня 2023 года
| Блэкберн Роверс | Турнир                         | Бернли |
| --------------- | ------------------------------ | ------ |
| Лига            |                                |        |
| 3               | Первый дивизион / Премьер-лига | 2      |
| 1               | Второй дивизион / Чемпионшип   | 4      |
| 1               | Третий дивизион / Лига 1       | 1      |
| 0               | Четвёртый дивизион / Лига 2    | 1      |
| 5               | Суммарно                       | 7      |
| Кубки           |                                |        |
| 6               | Кубок Англии                   | 1      |
| 1               | Кубок Футбольной лиги          | 0      |
| 1               | Суперкубок Англии              | 2*     |
| 0               | Англо-шотландский кубок        | 1      |
| 1               | Кубок полноправных членов      | 0      |
| 9               | Суммарно                       | 4      |
| 14              | Итого                          | 12     |

↑  В 1960 году Суперкубок Англии был «разделён», так как «Бернли» и «Вулверхэмптон Уондерерс» сыграли вничью.

## Рекорды
- Наибольшее количество матчей в дерби: 19, Джерри Досон[англ.] (Бернли) и Ронни Клейтон (Блэкберн Роверс)[8]
- Наибольшее количество голов в дерби: 12, Джек Саутворт (Блэкберн Роверс)
- Наибольшее количество зрителей в дерби на «Ивуд Парк»: 53 839, 8 октября 1960 года
- Наибольшее количество зрителей в дерби на «Терф Мур»: 51 501, 5 марта 1960 года
- Самый крупный счёт в дерби: «Блэкберн Роверс» 8:3 «Бернли», 9 ноября 1929 года
- Самая крупная домашняя победа «Блэкберна»: 7:1, 3 ноября 1888 года
- Самая крупная домашняя победа «Бернли»: 6:0, 18 апреля 1896 года
- Самая крупная выездная победа «Блэкберна»: 7:1, 26 октября 1889 года
- Самая крупная выездная победа «Бернли»: 5:1, 16 октября 1926 года
- Самая длительная серия побед «Блэкберна» в дерби: 6, дважды (с 3 ноября 1888 года по 22 ноября 1890 года; а также с 27 декабря 1982 года по 28 марта 2010 года)
- Самая длительная серия побед «Бернли» в дерби: 5 (с 3 апреля 1915 года по 22 января 1921 года)
- Самая длительная серия без поражений в дерби: 11, «Блэкберн Роверс» (с 14 апреля 1979 года по 9 марта 2014 года)
- Наибольшее количество голов, забитых в дерби одним игроком: 4, Перси Досон[англ.] (за «Блэкберн Роверс», 28 ноября 1914 года)

## Розыгрыши и хулиганство
В сезоне 1990/91 «Бернли» проиграл клубу «Торки Юнайтед» в плей-офф Четвёртого дивизиона за право выхода в Третий дивизион. После того матча над «Терф Мур» пролетел самолёт с баннером, на котором было написано «Навсегда в низшем дивизионе Люблю Роверс Ха ха ха» (англ. Staying down forever love Rovers Ha Ha Ha). Считается, что за этим розыгрышем стоял экс-нападающий «Блэкберна» Саймон Гарнер, хотя он сам отрицал это, однако признался, что знает, кто был организатором акции.
После поражения «Блэкберна» от полупрофессионального шведского клуба «Треллеборг» в Кубке УЕФА в 1994 году болельщики «Бернли» на границе своего города повесили табличку с надписью: «Город-побратим Треллеборга» (англ. Twinned with Trelleborgs), после чего позвонили в одну из газет Блэкберна и якобы «в ярости» сообщили о «находке». После этого табличка попала на первые полосы местных газет.
Перед встречей двух команд в Премьер-лиге в сезоне 2009/10 болельщики «Бернли» пробрались на «Ивуд Парк» и одели статую бывшего владельца «Блэкберн Роверс» Джека Уокера в футболку «Бернли».
Также в сезоне 2009/10 болельщики «Блэкберн Роверс» на «Терф Мур» надели маски с лицом Оуэна Койла, чтобы подразнить болельщиков «Бернли», которые ранее называли Койла «мессией», а после его ухода в «Болтон» стали называть его «Иудой».
Перед ответной игрой двух команд в марте 2010 года полиция «сорвала планы» фанатов «Бернли», намеревавшихся раскрасить дом полузащитника «Блэкберна» Дэвида Данна в бордовый и синий цвета. 7 мая 2012 года во время матча между «Блэкберном» и «Уиган Атлетик» на «Ивуд Парк» на поле выскочила курица, обмотанная флагом «Блэкберна». Таким образом болельщики «Роверс» выразили протест против индийской компании Venky’s, владельца «Блэкберн Роверс» (компания работает в отрасли птицеводства). Тогда же болельщики «Бернли» запустили самолёт с баннером «Верим в Venky’s» (англ. In Venky's we trust-Burnley SU), который пролетел над стадионом «Роверс». В той игре «Блэкберн» проиграл со счётом 0:1 и впоследствии выбыл из Премьер-лиги.
9 марта 2014 года «Бернли» впервые за 35 лет одержал победу в дерби на «Ивуд Парк». В этом матче на поле вновь выпустили курицу в знак насмешки над владельцами «Блэкберна», также один из фанатов «Бернли» позировал перед камерами в костюме курицы. Перед перерывом над стадионом протелел самолёт с баннером «35 лет, какая разница? Venky’s навсегда» (англ. 35yrs who cares? Venky’s 4ever).
В марте 2015 года бисквит внутри праздничного торта с логотипом «Блэкберн Роверс», который был подарен болельщику «Блэкберна» на его день рождения, оказался окрашенным в бордовый и голубой, цвета «Бернли». Выяснилось, что кондитер был болельщиком «Бернли» и решил таким образом подшутить над болельщиком команды-соперника.
Несмотря на меры предосторожности и большое количество полиции встречи между двумя командами часто сопровождаются насилием, вандализмом и хулиганством, после чего производятся массовые аресты болельщиков-нарушителей.